# 블레이저

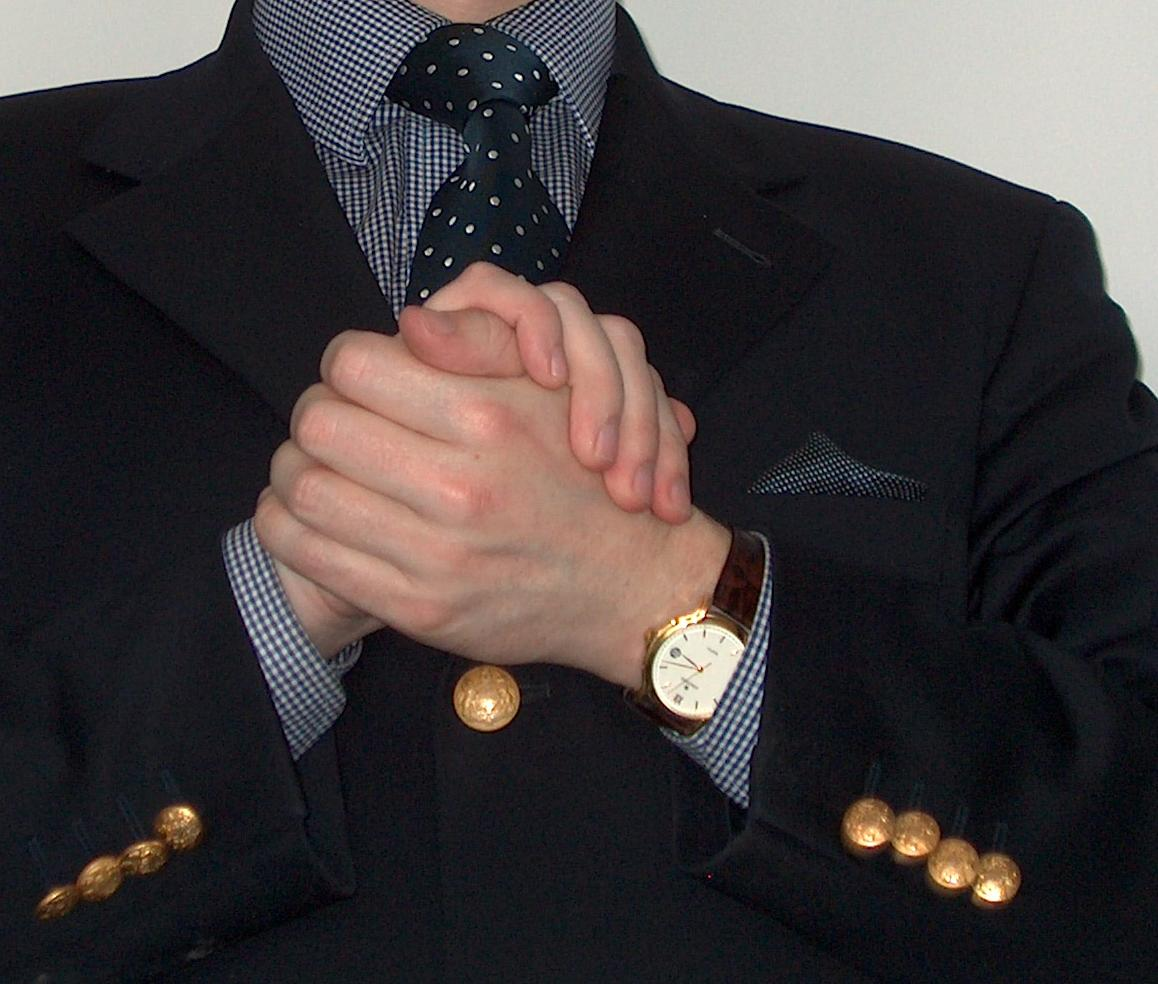
블레이저

블레이저(영어: blazer)는 재킷의 일종이다. 금속 단추와 왼쪽 가슴에 패치 포켓에 부착된 엠블럼 등이 특징이다.
원단은 내구성 모직이 많지만, 면과 가죽 제품 등도 있다. 색상은 감색 계통 또는 검은 색이 주로 많으며, 원색 계열 등 다양한 색상과 스트라이프 등의 무늬가 들어간 것도 있다. 
블레이저 천은 야외용으로 제작되었기 때문에 일반적으로 내구성이 뛰어난다. 블레이저는 종종 항공사 직원, 특정 학교의 학생, 스포츠 클럽 회원 또는 특정 팀의 스포츠맨 및 여성을 나타내는 유니폼의 일부이다.

## 같이 보기
- 슈트